# William Munro
William Munro (1818 - 29 januari 1880) was een Engels plantenverzamelaar, botanicus, agrostoloog en officier.

## Militaire loopbaan
Munro werd geboren als oudste zoon van Willem Munro in Druids Stoke te Gloucestershire in 1818. In 1834 kwam hij bij het 39e (Dorsetshire) Regiment of Foot als een vaandrig. Hij werd gepromoveerd tot luitenant in april 1836, kapitein in juli 1844, mayor in mei 1852 en luitenant-kolonel in november 1853. Hij was vele jaren met zijn regiment in India, maar tijdens de Slag van Maharajpore werd hij zwaargewond op 24 december 1843. In 1878 bereikte hij de rang van generaal.

## Planten verzamelen en agrostologie
Munro werd een Fellow van de Linnean Society of London in 1840. Hij dirigeerde verzamelexpedities naar India (1834-1838), Kashmir (1847) en Barbados (1870-1875). Zijn voornaamste onderzoeksterrein waren tropische grassen, waaronder de bamboesoorten die hij publiceerde in een monografie in 1868. Het geslacht Munronia is naar hem vernoemd.
Munro overleed in Taunton (Somerset) op 29 januari 1880.
- Author citation (botany): Munro
- International Standard Name Identifier: 0000 0003 8948 623X
- Nederlandse Thesaurus van Auteursnamen: 229523803
- Virtual International Authority File: 282875207
- WorldCat: E39PBJj8X3kBGJCbxg6mYmYgKd